# Coupe des clubs champions de hockey en salle 2009
Navigation
Édition précédente Édition suivante

La  Coupe des clubs champions de hockey en salle 2009 est divisé en 3 divisions : 
- Cup (Division 1)
- Trophy (Division 2)
- Challenge 1 (Division 3)

## Cup àRüsselsheimer

### Poule A

#### Équipes
1. RK Rüsselsheimer
2. Luzerner SC
3. Dinamo Ekaterinburg

1. Menzieshill HC

#### Rencontres
- RK Rüsselsheimer 12 - 1  Dinamo Ekaterinburg
- Menzieshill HC 3 - 3  Luzerner SC
- RK Rüsselsheimer 6 - 0  Luzerner SC
- Menzieshill HC 1 - 6  Dinamo Ekaterinburg
- Luzerner SC 5 - 1  Dinamo Ekaterinburg
- RK Rüsselsheimer 7  - 4  Menzieshill HC

#### Classement
| Rang | Équipes             | Pts | J | V | N | D | Bp | Bc | Diff |
| ---- | ------------------- | --- | - | - | - | - | -- | -- | ---- |
| 1    | RK Rüsselsheimer    | 9   | 3 | 3 | 0 | 0 | 25 | 5  | +20  |
| 2    | Luzerner SC         | 4   | 3 | 1 | 1 | 1 | 8  | 10 | -2   |
| 3    | Dinamo Ekaterinburg | 3   | 3 | 1 | 0 | 2 | 7  | 13 | -6   |
| 4    | Menzieshill HC      | 1   | 3 | 0 | 1 | 2 | 7  | 10 | -3   |

### Poule B

#### Équipes
1. Club de Campo de Madrid
2. KS Pocztowiec Poznań
3. HC Rotterdam
4. Wiener AC

#### Rencontres
- KS Pocztowiec Poznań 4 - 5  HC Rotterdam
- Club de Campo de Madrid 5 - 4  Wiener AC
- KS Pocztowiec Poznań 7 - 4  Wiener AC
- Club de Campo de Madrid 9 - 0  HC Rotterdam
- Wiener AC 3 - 6  HC Rotterdam
- Club de Campo de Madrid 4 - 5  KS Pocztowiec Poznań

#### Classement
| Rang | Équipes                 | Pts | J | V | N | D | Bp | Bc | Diff |
| ---- | ----------------------- | --- | - | - | - | - | -- | -- | ---- |
| 1    | Club de Campo de Madrid | 6   | 3 | 2 | 0 | 1 | 14 | 4  | +10  |
| 2    | KS Pocztowiec Poznań    | 6   | 3 | 2 | 0 | 1 | 16 | 13 | +3   |
| 3    | HC Rotterdam            | 6   | 3 | 2 | 0 | 1 | 11 | 16 | -5   |
| 4    | Wiener AC               | 0   | 3 | 0 | 0 | 3 | 8  | 15 | -7   |

### Matchs de Classement

#### Place 5 à 8 Rencontres
- Menzieshill HC 1 - 6  Dinamo Ekaterinburg
- Wiener AC 3 - 6  HC Rotterdam
- 4A  Menzieshill HC 5 - 10 3B  HC Rotterdam
- 3A  Dinamo Ekaterinburg 5 - 2 4B  Wiener AC
- 4A  Menzieshill HC 3 - 2 4B  Wiener AC
- 3A  Dinamo Ekaterinburg 5 - 4 3B  HC Rotterdam

#### Place 5 à 8 Classement
| Rang | Équipes             | Pts | J | V | N | D | Bp | Bc | Diff |
| ---- | ------------------- | --- | - | - | - | - | -- | -- | ---- |
| 5    | Dinamo Ekaterinburg | 9   | 3 | 3 | 0 | 0 | 16 | 7  | +9   |
| 6    | HC Rotterdam        | 6   | 3 | 2 | 0 | 1 | 20 | 13 | +7   |
| 7    | Menzieshill HC      | 3   | 3 | 1 | 0 | 2 | 8  | 18 | -10  |
| 8    | Wiener AC           | 0   | 3 | 0 | 0 | 3 | 5  | 9  | -4   |

### Tableau Final
|  | Demi-finales               | Demi-finales     |                         |       | Finale | Finale |
|  | Demi-finales               | Demi-finales     |                         |       | Finale | Finale |
|  |                            |                  |                         |       |        |        |
|  |                            |                  |                         |       |        |        |
|  |                            |                  |                         |       |        |        |
|  | 1B Club de Campo de Madrid | 5                |                         |       |        |        |
|  | 1B Club de Campo de Madrid | 5                |                         |       |        |        |
|  | 2A Luzerner SC             | 3                |                         |       |        |        |
|  | 2A Luzerner SC             | 3                | Club de Campo de Madrid | 2 (2) |        |        |
|  |                            |                  | Club de Campo de Madrid | 2 (2) |        |        |
|  |                            | RK Rüsselsheimer | 2 (3)                   |       |        |        |
|  | RK Rüsselsheimer           | RK Rüsselsheimer | 2 (3)                   | 7     |        |        |
|  | RK Rüsselsheimer           |                  |                         | 7     |        |        |
|  | KS Pocztowiec Pozna        | 2                |                         |       |        |        |
|  | KS Pocztowiec Pozna        | 2                | Match pour la 3e place  |       |        |        |
|  |                            |                  |                         |       |        |        |
|  |                            |                  |                         |       |        |        |
|  |                            |                  |                         |       |        |        |
|  | Luzerner SC                | 6                |                         |       |        |        |
|  | Luzerner SC                | 6                |                         |       |        |        |
|  | KS Pocztowiec Pozna        | 4                |                         |       |        |        |
|  | KS Pocztowiec Pozna        | 4                |                         |       |        |        |

### Classement Final de la Cup 2009
| Status                       | Place | Pays                    |
| ---------------------------- | ----- | ----------------------- |
| Champion d'Europe            | 1     | RK Rüsselsheimer        |
| Vice-Champion d'Europe       | 2     | Club de Campo de Madrid |
| Troisième                    | 3     | Luzerner SC             |
| Reste en Grp A               | 4     | KS Pocztowiec Pozna     |
| Reste en Grp A               | 5     | Dinamo Ekaterinburg     |
| Reste en Grp A               | 6     | HC Rotterdam            |
| -1 Relégué en Trophy en 2010 | 7     | Menzieshill HC          |
| -1 Relégué en Trophy en 2010 | 8     | Wiener AC               |

## Trophy àPrague

### Poule A

#### Équipes
1. Orient Lyngby
2. AD Lousada
3. Bohemians Praha
4. HC RCOR Minsk

#### Rencontres
- Orient Lyngby 8 - 4  HC RCOR Minsk
- Bohemians Praha 8 - 2  AD Lousada
- Orient Lyngby 7 - 5  AD Lousada
- Bohemians Praha 4 - 2  HC RCOR Minsk
- AD Lousada 6  - 3  HC RCOR Minsk
- Orient Lyngby 8 - 3  Bohemians Praha

#### Classement
| Rang | Équipes         | Pts | J | V | N | D | Bp | Bc | Diff |
| ---- | --------------- | --- | - | - | - | - | -- | -- | ---- |
| 1    | Orient Lyngby   | 9   | 3 | 3 | 0 | 0 | 23 | 12 | +11  |
| 2    | Bohemians Praha | 6   | 3 | 2 | 0 | 1 | 15 | 12 | +3   |
| 3    | AD Lousada      | 3   | 3 | 1 | 0 | 2 | 13 | 18 | -5   |
| 4    | HC RCOR Minsk   | 0   | 3 | 0 | 0 | 2 | 9  | 18 | -9   |

### Poule B

#### Équipes
1. Kolos-Sekvoya Vinnitsa
2. SC Partille
3. Loughborough Students
4. HC Bra

#### Rencontres
- Loughborough Students 2 - 8  SC Partille
- Kolos-Sekvoya Vinnitsa 6 - 0  HC Bra
- Loughborough Students 7 - 3  HC Bra
- Kolos-Sekvoya Vinnitsa 4 - 3  SC Partille
- HC Bra 5 - 6  SC Partille
- Loughborough Students 2 - 3  Kolos-Sekvoya Vinnitsa

#### Classement
| Rang | Équipes                | Pts | J | V | N | D | Bp | Bc | Diff |
| ---- | ---------------------- | --- | - | - | - | - | -- | -- | ---- |
| 1    | Kolos-Sekvoya Vinnitsa | 9   | 3 | 3 | 0 | 0 | 13 | 5  | +8   |
| 2    | SC Partille            | 6   | 3 | 2 | 0 | 1 | 17 | 11 | +6   |
| 3    | Loughborough Students  | 3   | 3 | 1 | 0 | 2 | 11 | 14 | -3   |
| 4    | HC Bra                 | 0   | 3 | 0 | 0 | 2 | 8  | 19 | -9   |

### Matchs de Classement

#### Poule Place de 1 à 4

##### Rencontres
- 2A  Bohemians Praha 6 - 3  1B  Kolos-Sekvoya Vinnitsa
- 1A  Orient Lyngby 5 - 5 2B  SC Partille
- 2B  SC Partille 1 - 3 2A  Bohemians Praha
- 1B  Kolos-Sekvoya Vinnitsa  2 - 4 1A  Orient Lyngby
- Orient Lyngby 8 - 3  Bohemians Praha
- Kolos-Sekvoya Vinnitsa 4 - 3  SC Partille

##### Classement
| Rang | Équipes                | Pts | J | V | N | D | Bp | Bc | Diff |
| ---- | ---------------------- | --- | - | - | - | - | -- | -- | ---- |
| 1    | Orient Lyngby          | 7   | 3 | 2 | 1 | 0 | 17 | 10 | +7   |
| 2    | Bohemians Praha        | 6   | 3 | 2 | 0 | 1 | 12 | 12 | 0    |
| 3    | Kolos-Sekvoya Vinnitsa | 3   | 3 | 1 | 0 | 2 | 9  | 13 | -4   |
| 4    | SC Partille            | 1   | 3 | 0 | 1 | 2 | 9  | 12 | -3   |

#### Poule Place 5 à 8

##### Rencontres
- 4A  HC RCOR Minsk 4 - 6 3B  Loughborough Students
- 3A  AD Lousada 4 - 4  4B  HC Bra
- 4B  HC Bra 6 - 2 4A  HC RCOR Minsk
- 3B  Loughborough Students 4 - 4  3A  AD Lousada

##### Classement
| Rang | Équipes               | Pts | J | V | N | D | Bp | Bc | Diff |
| ---- | --------------------- | --- | - | - | - | - | -- | -- | ---- |
| 5    | Loughborough Students | 7   | 3 | 2 | 1 | 0 | 17 | 11 | +6   |
| 6    | AD Lousada            | 5   | 3 | 1 | 2 | 0 | 14 | 11 | +3   |
| 7    | HC Bra                | 4   | 3 | 1 | 1 | 1 | 13 | 13 | 0    |
| 8    | HC RCOR Minsk         | 0   | 3 | 0 | 0 | 3 | 13 | 14 | -1   |

### Classement Final
| Place | Nom                    | Status                            |
| ----- | ---------------------- | --------------------------------- |
| 1     | Orient Lyngby          | +1 Monte en Cup en 2010           |
| 2     | Bohemians Praha        | +1 Monte en Cup en 2010           |
| 3     | Kolos-Sekvoya Vinnitsa | Reste en Trophy                   |
| 4     | SC Partille            | Reste en Trophy                   |
| 5     | Loughborough Students  | Reste en Trophy                   |
| 6     | AD Lousada             | Reste en Trophy                   |
| 7     | HC Bra                 | -1 Descend en Challenge 1 en 2010 |
| 8     | HC RCOR Minsk          | -1 Descend en Challenge 1 en 2010 |

## Challenge 1 àCambrai

### Poule A

#### Équipes
1. Racing Club de Bruxelles
2. Cambrai Hockey Club
3. SK Senkvice
4. Swansea Bay

#### Rencontres
- Racing Club de Bruxelles 8 - 7  SK Senkvice
- Cambrai Hockey Club  8 - 4  Swansea Bay
- Racing Club de Bruxelles 9 - 3  Swansea Bay
- Cambrai Hockey Club  4 - 3  SK Senkvice
- Cambrai Hockey Club  3 - 5  Racing Club de Bruxelles
- SK Senkvice 9 - 0  Swansea Bay

#### Classement
| Rang | Équipes                  | Pts | J | V | N | D | Bp | Bc | Diff |
| ---- | ------------------------ | --- | - | - | - | - | -- | -- | ---- |
| 1    | Racing Club de Bruxelles | 9   | 3 | 3 | 0 | 0 | 22 | 13 | +15  |
| 2    | Cambrai Hockey Club      | 6   | 3 | 2 | 0 | 1 | 15 | 12 | +3   |
| 3    | SK Senkvice              | 3   | 3 | 1 | 0 | 2 | 10 | 12 | -2   |
| 4    | Swansea Bay              | 0   | 0 | 3 | 0 | 3 | 7  | 17 | -10  |

#### Équipes
1. HAHK Mladost
2. HC Pliva Lipovci
3. Rosco Budapest
4. Three Rock Rovers

#### Rencontres
- HAHK Mladost 6 - 2  HC Pliva Lipovci
- Rosco Budapest 6 - 5  Three Rock Rovers
- HAHK Mladost 7 - 7  Three Rock Rovers
- Rosco Budapest  2 - 4  HC Pliva Lipovci
- Three Rock Rovers 2 - 7  HC Pliva Lipovci
- HAHK Mladost 5 - 2  Rosco Budapest

#### Classement
| Rang | Équipes          | Pts | J | V | N | D | Bp | Bc | Diff |
| ---- | ---------------- | --- | - | - | - | - | -- | -- | ---- |
| 1    | HAHK Mladost     | 7   | 3 | 2 | 1 | 0 | 16 | 9  | +7   |
| 2    | HC Pliva Lipovci | 6   | 3 | 2 | 0 | 1 | 13 | 10 | +3   |
| 3    | Rosco Budapest   | 3   | 3 | 1 | 0 | 2 | 10 | 14 | -4   |
| 4    | Three Rock Rover | 1   | 3 | 0 | 1 | 2 | 12 | 18 | -6   |

### Places 5 à 8

#### Rencontres
- SK Senkvice 9 - 0  Swansea Bay
- Rosco Budapest 6 - 5  Three Rock Rovers
- Swansea Bay 3 - 9   Rosco Budapest
- Three Rock Rover 3 - 2   SK Senkvice
- Swansea Bay 1 - 8  Three Rock Rover
- SK Senkvice 4 - 6   Three Rock Rove

##### Classement
| Rang | Équipes          | Pts | J | V | N | D | Bp | Bc | Diff |
| ---- | ---------------- | --- | - | - | - | - | -- | -- | ---- |
| 5    | Rosco Budapest   | 9   | 3 | 3 | 0 | 0 | 21 | 12 | +9   |
| 6    | Three Rock Rover | 6   | 3 | 2 | 0 | 1 | 16 | 9  | +7   |
| 7    | SK Skenvice      | 3   | 3 | 1 | 0 | 2 | 15 | 9  | +6   |
| 8    | Swansea Bay      | 0   | 3 | 0 | 0 | 3 | 4  | 26 | -22  |

### Poule  Place 1 à 4

#### Rencontres
- Cambrai Hockey Club  2 - 1  HAHK Mladost
- Racing Club de Bruxelles 6 - 4  HC Pliva Lipovci
- Cambrai Hockey Club  3 - 1  HC Pliva Lipovci
- Racing Club de Bruxelles 7 - 5  HAHK Mladost

#### Classement
| Rang | Équipes                  | Pts | J | V | N | D | Bp | Bc | Diff |
| ---- | ------------------------ | --- | - | - | - | - | -- | -- | ---- |
| 1    | Racing Club de Bruxelles | 6   | 2 | 2 | 0 | 0 | 13 | 9  | +4   |
| 2    | Cambrai Hockey Club      | 6   | 2 | 2 | 0 | 0 | 5  | 2  | +3   |
| 3    | HAHK Mladost             | 0   | 2 | 0 | 0 | 2 | 9  | 6  | -3   |
| 4    | HC Pliva Lipovci         | 0   | 2 | 0 | 0 | 2 | 9  | 5  | -4   |

#### Classement Final
| Place | Nom                      | Status                            |
| ----- | ------------------------ | --------------------------------- |
| 1     | Racing Club de Bruxelles | +1 Monte en Trophy en 2010        |
| 2     | Cambrai Hockey Club      | +1 Monte en Trophy en 2010        |
| 3     | HAHK Mladost             | Reste en Challenge 1              |
| 4     | HC Pliva Lipovci         | Reste en Challenge 1              |
| 5     | Rosco Budapest           | Reste en Challenge 1              |
| 6     | Three Rock Rover         | Reste en Challenge 1              |
| 7     | SK Skenvice              | -1 Descend en Challenge 2 en 2010 |
| 8     | Swansea Bay              | -1 Descend en Challenge 2 en 2010 |